# أف-زيرو جي أكس
أف-زيرو جي أكس هي لعبة فيديو سباقات ظهرت في 2003 وتم تطويرها بواسطة أميوزمنت فيجن ونشرتها نينتندو لوحدة التحكم نينتندو غيم كيوب. وتعمل على نسخة محسنة من المحرك المستخدم في لعبة سوبر مونكي بول. تستخدم اللعبة نظير ألعاب آركيد ل GX، ولوحة نظام Triforce arcade المصممة من تحالف تجاري بين نينتندو ونامكو وسيجا. تم اللعبة بواسطة سيجا، وتم إصدارها إلى جانب GX في عام 2003.
واللعبة هي خليفة أف-زيرو أكس وتواصل أسلوب السباق الصعب وعالي السرعة للسلسة، مع الاحتفاظ ببيئة اللعب الأساسية ونظام التحكم من لعبة نينتندو 64. ويتم التركيز بشدة على الحفظ وردود الفعل. تقدم GX عنصر "نمط القصة"؛ حيث يتولى اللاعب دور كابتن فالكون طيار أف-زيرو من خلال تسعة فصول أثناء إكمال المهام المختلفة.
كان مشروع F-Zero GX و AX أول تعاون هام لألعاب الفيديو بين Nintendo و Sega. تم استقبال GX بشكل جيد من قبل النقاد بسبب صورها، وحركتها الشديدة، وإحساسها العالي بالسرعة، وتصميم المسار. تركزت الشكاوى على الزيادة الحادة في الصعوبة التي قد تنفر اللاعبين.

## اللعب
أف-زيرو جي أكس هي لعبة سباق مستقبلية حيث يتنافس ما يصل إلى ثلاثين متنافسًا على حلبات ضخمة داخل آلات تعمل بالبلازما في سباق جراند بريكس بين المجرات. وهي خليفة أف-زيرو أكس وتواصل أسلوب السباق الصعب وعالي السرعة للسلسلة، مع الاحتفاظ ببيئة اللعب الأساسية ونظام التحكم من لعبة نينتندو 64. تشتمل المسارات على أنابيب مغلقة، وأسطوانات، وقفزات صعبة، ومسارات قطار الملاهي. بعض الدورات التدريبية مليئة بالعوائق البيئية مثل البقع الترابية والألغام. يتم التركيز بشدة على الحفظ وردود الفعل التي تساعد في إكمال اللعبة. كل آلة تتعامل بشكل مختلف، ولها قدرات أداء خاصة بها تتأثر بوزنها، وميزة القبضة والتعزيز والمتانة المصنفة على مقياس A إلى E (الأفضل إلى الأسوأ). وقبل السباق، يكون اللاعب قادرًا على ضبط توازن السيارة بين أقصى تسارع وأقصى سرعة قصوى. وكل آلة لها عداد طاقة يخدم غرضين: أولاً، يكون قياساً لمدى صحة الماكينة أو سوءها، على سبيل المثال، عندما تصطدم الآلة بمتسابق آخر أو جانب المسار. ثانيًا، يُمنح اللاعب عادةً القدرة على التعزيز بعد الجولة الأولى. ويمكن التعزيز إلى زيادة سرعة المتسابق بشكل كبير لبضع ثوان، ولكن ذلك يستنزف طاقته في المقابل. وتوجد مناطق الحفر ولوحات القيادة في نقاط مختلفة حول المسار لتقوم المركبات بالسير فوقها. الأول يجدد الطاقة، بينما يعطي الأخير زيادة في السرعة دون استهلاك أية طاقة. وكلما قل الوقت الذي تقضيه في منطقة الحفرة، كلما قلت الطاقة المتجددة. قد تحتوي الدورات التدريبية أيضًا على لوحات القفز؛ والتي تطلق المركبات في الهواء لتمكينها من قطع الزوايا.